# Neotrichia chana
Neotrichia chana är en nattsländeart som beskrevs av Angrisano 1995. Neotrichia chana ingår i släktet Neotrichia och familjen smånattsländor. Inga underarter finns listade i Catalogue of Life.